# Camponotus jaliensis
Camponotus jaliensis är en myrart som beskrevs av Dalla Torre 1893. Camponotus jaliensis ingår i släktet hästmyror, och familjen myror.

## Underarter
Arten delas in i följande underarter:
- C. j. jaliensis
- C. j. shaqualavensis